# A Peroxa (Boente)
Pour la commune dans la province d'Ourense, voir A Peroxa. Pour le hameau de la parroquia de Burres dans la province de La Corogne, voir A Peroxa (Burres).
A Peroxa en galicien, ou Peroxa en espagnol, est une localité de la parroquia de Santiago de Boente dans le municipio de Arzúa, comarque de Arzúa, province de La Corogne, communauté autonome de Galice, au nord-ouest de l'Espagne.
Cette localité est traversée par le Camino francés du Pèlerinage de Saint-Jacques-de-Compostelle.

## Patrimoine et culture

### Pèlerinage de Compostelle
Par le Camino francés du Pèlerinage de Saint-Jacques-de-Compostelle, le chemin vient de la localité de Parabispo (ou Paravispo) dans le municipio de Melide.
La prochaine halte est la localité de Boente, dans le municipio de Arzúa.

## Sources et références
- (fr) Grégoire, J.-Y. & Laborde-Balen, L. , « Le Chemin de Saint-Jacques en Espagne - De Saint-Jean-Pied-de-Port à Compostelle - Guide pratique du pèlerin », Rando Éditions, mars 2006,  (ISBN 2-84182-224-9)
- (fr) « Camino de Santiago St-Jean-Pied-de-Port - Santiago de Compostela », Michelin et Cie, Manufacture Française des Pneumatiques Michelin, Paris, 2009,  (ISBN 978-2-06-714805-5)
- (fr) « Le Chemin de Saint-Jacques Carte Routière », Junta de Castilla y León, Editorial

1. ↑  (es) www.codigospostales.info Code postal 15816.